# 鮎川麻弥
鮎川 麻弥（あゆかわ まみ、1961年〈昭和36年〉3月29日 - ）は、日本のシンガーソングライター。本名、加藤 雅弥（かとう まさみ）。
東京都新宿区出身。取得ライセンスは国際自動車連盟四輪国内A級、スクーバダイビング、華道草月流師範。

## 人物・来歴
東京都立広尾高等学校を経て、武蔵野女子大学短期大学部英文科卒業。
3歳より音楽の英才教育を受け、母の薦めで声楽を学んでいたが、高校時代にロックやポップスに触れて転向。ガールズロックバンド「ジェミニー」を結成してボーカルを担当。演奏していた音楽は、ザ・ランナウェイズに憧れてハードロックであった。17歳の時、文化放送主催のアイドル発掘番組『君こそスターだ!』のオーディションで決勝大会に出場するも、シンガーソングライターを目指す為に辞退。
短大時代は日大芸術学部の仲間等とポップ・ロックバンド「サマーブリーズ」を結成して活動をし、卒業後は広告代理店で事務のアルバイトをしながら、ソロ活動を始める。新宿のライブハウス「ルイード」にて、定期的に「神崎マミ」の芸名で出演。かたわら、劇団四季「キャッツ」初の一般オーディションに合格。「シラバブ役」のアンダースタディとなるも、1984年7月にキングレコードよりソロ歌手としてデビュー。芸名の「麻」の字は「麻のような自然体」を目指して付けたという。本名にも付いている「弥」の字は3月（弥生）生まれであることに由来している。
デビュー曲は、所属レコード会社のキングレコードの意向により、TVアニメ『重戦機エルガイム』後期オープニング『風のノー・リプライ』（第9回FM東京ライオン・リスナーズグランプリ「8月の新人賞」受賞）。その後もTVアニメ『機動戦士Ζガンダム』前期オープニング『Ζ・刻をこえて』等同じ時間枠のサンライズアニメに4年で3回、主題歌に使用される。
アニメ主題歌以外では、シングル『キャンディ・ゲーム CANDY BAR』など洋楽カバー曲をシングル、アルバムにて数多く披露。競作が多かった『愛はロマネスク YOU'RE MY HEART, YOU'RE MY SOUL』はCMとのタイアップ効果もあり、自身の一番のヒットを記録する。またシンガーソングライターとして自作曲を発表する他、1987年の中山美穂のシングル『50/50』のC/W曲『斜めな愛を許して』をはじめ、90年代にかけて他のミュージシャンやアイドルに詞曲を提供するようになる。この時期から、スタジオ・ミュージシャンとしての活動が多くなり様々なレコーディングやコンサートに参加。CMで使われるサウンドロゴも多数手がけ、その数は200作品を越える。
音楽活動の傍ら自動車の国内A級ライセンスを保有し、東名レーシングチームやイージーライダーズレーシングチームに所属。1980年代後半を中心に富士フレッシュマンレース、筑波サーキット9時間耐久レース、VW Golf ポカールレース等数々の自動車レースにて優勝及び入賞。日本のモータースポーツの発展に貢献したことで1987年『ASEA AWARD』を受賞。
1990年、東芝EMIにレコード会社を移籍し、エリオット・シャイナー（スティーリー・ダンのアルバムを担当した事などで知られるレコーディング・エンジニア）参加のもとでニューヨーク仕上げのアルバム『101番目の恋』をリリース。シングルも継続的に発表。
1993年、当時所属していた所属事務所がアーティストマネージメントから撤退。同年からフリーランス歌手として、ソングライター、バックコーラス、CM歌唱など地道な活動をする。2002年からソロ活動も開始。2003年には谷村新司のバックコーラスなどとして活動。もともとコーラスに興味があったことから2000年頃よりコーラスグループJIVEに参加。JIVEとはデビュー時から所属事務所が同じであり、彼女のアルバム制作にゲスト参加していた仲だった。JIVE名義で2001年にアルバム『a cappella』をリリース。
近年のアニソンブームの到来により、2009年、ポートメッセなごやで行われた「生誕30周年祭 in NAGOYA ガンダム」、「スーパーアニソン魂」などのアニソンイベントへの出演も精力的に行っている。また後進を育てるため、ヴォーカル・トレーナーとして指導にもあたっている。
2018年からナレーションにも挑戦している。2018年は住宅関係企業のアニメーション・ショートフィルム2019年はパイロットコーポレーション レビCM PILOT企業広告名前篇（30秒、60秒編有り）。
2019年10月、SANKYOのパチンコ「フィーバー機動戦士ガンダム 逆襲のシャア」搭載曲を「Zガンダム」オープニングコンビの森口博子との連名で発表、両A面シングル発売。

## ディスコグラフィー

### シングル
| No. | タイトル | 発売日         | 最高位 | 備考                                                                                  |
| --- | --- | -------------- | ------ | ------------------------------------------------------------------------------------- |
| 01  | 風のノー・リプライ - 風のノー・リプライ 作詞：売野雅勇 作曲：筒美京平 編曲：戸塚修 - 傷ついたジェラシー 作詞：井荻麟 作曲：筒美京平 編曲：戸塚修 | 1984年7月25日  | 17位   | デビュー曲。 アニメ『重戦機エルガイム』主題歌・挿入歌                                 |
| 02  | ドリーム The Dream - ドリーム The Dream 日本語版作詞：鮎川麻弥 作詞・作曲：Billy Livsey、Mellisa Manchester 編曲：渡辺博也 - Rolling Night Party 作詞：鮎川麻弥 作曲・編曲：渡辺博也                                                                                     | 1984年11月21日 |        |                                                                                       |
| 03  | Z・刻をこえて―Better Days Are Coming― - Z・刻をこえて―Better Days Are Coming― 日本語版作詞：井荻麟 作詞・作曲：ニール・セダカ 編曲：渡辺博也 - Z・刻をこえて―Better Days Are Coming―（インストゥルメンタル） 作曲：ニール・セダカ 編曲：渡辺博也                         | 1985年2月21日  | 15位   | アニメ『機動戦士Ζガンダム』前期オープニングテーマ。                                   |
| 04  | 星空のBELIEVE - 星空のBELIEVE 日本語版作詞：竜真知子 作詞・作曲：ニール・セダカ、フィリップ・コーディ 編曲：渡辺博也 - Z・刻をこえて ロングバージョン 日本語版作詞：井荻麟 作詞・作曲：ニール・セダカ 編曲：渡辺博也                                                     | 1985年3月21日  |        | アニメ『機動戦士Ζガンダム』エンディングテーマ。                                       |
| 05  | キャンディー・ゲーム Candy Bar - キャンディ・ゲーム Candy Bar 日本語版作詞：鮎川麻弥 作詞・作曲：Biddu 編曲：渡辺博也 - 宵やみはスローに・・・ 作詞・作曲：鮎川麻弥 編曲：矢野立美                                                                                       | 1985年5月21日  |        |                                                                                       |
| 06  | 愛はロマネスク You're My Heart, You're My Soul - 愛はロマネスク You're My Heart, You're My Soul 日本語版作詞：鮎川麻弥 作詞・作曲：Steve Benson 編曲：渡辺博也 - シークレット・ラブ 作詞：鮎川麻弥 作曲：岡崎律子 編曲：渡辺博也                                         | 1985年7月21日  |        | ドイツのデュオ・モダン・トーキングのカバー曲。 ヘレンカーチス「ナチュレーヌ」CMソング |
| 07  | Good-bye to love - Good-bye to love 日本語版作詞：鮎川麻弥 作詞・作曲：Piet Souer、G. Elias、Martin Duiser 編曲：船山基紀 - ルート134 作詞・作曲：鮎川麻弥 編曲：斉藤英夫                                                                                                | 1986年6月21日  |        |                                                                                       |
| 08  | 夢色チェイサー - 夢色チェイサー 作詞：竜真知子 作曲：筒美京平 編曲：鷺巣詩郎 - イリュージョンをさがして 作詞：竜真知子 作曲：馬飼野康二 編曲：鷺巣詩郎 | 1987年1月21日  |        | アニメ『機甲戦記ドラグナー』前期主題歌                                                |
| 09  | ハイヌーン・ボディー - ハイヌーン・ボディー 作詞・作曲：鮎川麻弥 編曲：渡辺博也 - とびきり SEXY MAGIC 作詞：鮎川麻弥 作曲・編曲：渡辺博也 | 1987年4月5日   |        | 東洋紡1987年夏「ハイヌーン・ボディー」CMソング                                        |
| 10  | 風が聴こえる朝 - 風が聴こえる朝 作詞：松本一起 作曲：鮎川麻弥 編曲：大谷和夫 - Merry X'mas, Sorry X'mas 作詞：松本一起 作曲：鮎川麻弥 編曲：大谷和夫 | 1987年11月21日 |        |                                                                                       |
| 11  | 夢見る頃を過ぎても - 夢見る頃を過ぎても 作詞・作曲：鮎川麻弥 編曲：森村献 - 思い出にならない 作詞：白石公子 作曲：鮎川麻弥 編曲：井上鑑 | 1990年10月24日 |        | ハウス食品「スープファーム」CMソング                                                  |
| 12  | 風を追いかけて* 風を追いかけて 作詞・作曲：鮎川麻弥 編曲：大谷幸 - GOOD-BYE SWEET DAYS 作詞・作曲：鮎川麻弥 編曲：宮下文一 | 1992年8月15日  |        | 旭化成せんいCMソング                                                                  |
| 13  | 愛しいあなたはここにいる* 愛しいあなたはここにいる 作詞・作曲：鮎川麻弥 編曲：永見往也 - Drive 作詞・作曲：鮎川麻弥 編曲：永見往也 - 「おやすみ」の頬笑み 作詞・作曲：鮎川麻弥 編曲：永見往也 - 愛しいあなたはここにいる（カラオケ） 作詞・作曲：鮎川麻弥 編曲：永見往也 | 2007年9月12日  |        | 旭化成せんいCMソング                                                                  |
| 14  | 追憶シンフォニア／果てない宇宙へ - 追憶シンフォニア 作詞：六ツ見純代 作曲・編曲：あいあい - 果てないあの宇宙へ 作詞：藤原隆之 作曲・編曲：網野航平 - 追憶シンフォニア Instrumental - 果てないあの宇宙へ Instrumental                                                     | 2019年10月23日 | 11位   | SANKYO 「フィーバー機動戦士ガンダム 逆襲のシャア」搭載曲 森口博子×鮎川麻弥            |

### アルバム
- 走Do愛（1984年10月5日）
- キャンディ・ゲーム（1985年5月21日）
- Fifty Fifty（1985年11月21日）
- FACE（1986年6月21日）
- Chase（1986年12月21日）
- MELTING POINT（1987年4月5日） - MAMI SELECTIONと題して、本人選曲によるベストアルバム
- 新視界（1987年11月21日）
- SMILE（1988年10月21日）
- RESTLESS HEARTS（1989年9月5日）
- VERY BEST（1990年10月21日）
- 101番目の恋（1990年11月7日） - 2022年10月26日に限定盤を再リリース
- 刻をこえて〜VERY BEST2（1991年9月5日）
- CM・主題歌集〜VERY・BEST1（1991年11月21日）
- 鮎川麻弥全曲集〜メロディ（1993年9月22日）
- MAMI AYUKAWA COLLECTION（1999年11月26日）
- ビューティー・パワースーパー・セレクション 鮎川麻弥ベスト（2003年9月26日）
- ガンダム!ヒストリー・ヒット・ソング（2007年5月2日）
- Reply〜Mami Ayukawa 25th Anniversary Best Album（2009年11月26日）
- KING パーフェクト・ベスト・シリーズ! Mami Ayukawa Perfect Best（2010年7月7日）
- 1984（2014年7月23日）
- 35th Anniversary Best 〜刻をこえて〜（2019年7月24日）
- MamiSelf 40th Anniversary Self Cover Album #citypop idol（2024年12月24日） - 中山美穂、酒井法子、森口博子らに提供した楽曲をセルフカバー。全曲新録音[6]

### 楽曲提供
- 中山美穂
  - 「斜な愛を許して」作詞・作曲 - シングル「50/50」（1987年7月7日、キングレコード）カップリング
- 浅香唯
  - 「この手を伸ばして」作曲 - シングル「ひとり」（1993年2月24日、ハミングバード）カップリング
- 亜里香
  - 「君のハートビート」作詞 - シングル「天使たちの密林」（1991年5月25日、パイオニアLDC）カップリング
  - 「視線のシンパシー」作詞・作曲 - アルバム収録曲
- 酒井法子
  - シングル「笑顔が忘れられない」作詞・作曲（1993年11月21日、ビクターエンタテインメント） ※M&M名義
  - 「素顔の私を」 - アルバム「10 SONGS」（1994年7月21日、ビクターエンタテインメント）作詞・作曲収録曲 ※M&M名義
  - 「恋が愛に変わる瞬間」作詞・作曲 ※M&M名義
  - 「ひとりなんて似合わない」作詞 ※M&M名義
- 酒井美紀
  - 「夢を映す瞳のままで」作詞・作曲 - アルバム「雪解け」（1994年2月23日、ビクターエンタテインメント）収録曲 ※M&M名義
  - 「どんなに遠くても・・・」作詞・作曲 ※M&M名義で
- Joi
  - 「クロモリット」作詞
- 辻本祐樹
  - 「風が僕を追い越してく」作詞・作曲 - シングル「Let me go!! 〜あの日の子供達に笑われてボクは行く〜」（2002年10月30日、キングレコード）カップリング
- B-Wish
  - シングル「星空へのメッセージ」（1995年5月17日、ファンハウス）作曲
  - 「ピーマン」作曲 - アルバム「POWER OF LOVE」（1995年7月26日、ファンハウス）収録曲
- 松本梨香
  - シングル「明日へのFree Way」（1995年5月24日）作詞
  - 「Brand-New Heart」作詞・作曲 - アルバム「Destiny」（1995年7月12日、パイオニアLDC）収録曲
- 藤田朋子
  - 「星のイニシャル」作詞・作曲 - シングル「冬の予感」（1991年11月21日、ポニーキャニオン）カップリング
- 森口博子
  - 「北海道へ行こうよ」作曲 - アルバム「あした元気になあれ」（1993年12月12日、キングレコード）収録 ※M&M名義
- 村田和美
  - シングル「やっぱやめとく・・・」（1996年8月21日、ビクターエンタテイメント） ※M&M名義で作曲

### CM サウンドロゴ
- 日本リーバ
  - ポンズ ダブルホワイト
- ガスト
- 花王
  - エマール (洗剤)
- バイク王
- グリコ
  - カフェオーレ
- 旭化成
  - ジップロック
- ロッテリア
- 第一三共ヘルスケア
- ニューギン
- docomo
  - Together
- 三幸製菓
  - 丸大豆せんべい

## 出演

### テレビ
- ザ・ベストテン（1984年8月30日、TBS）※「今週のスポットライト」コーナーに出演
- ザ・トップテン（日本テレビ放送網）
- ポッパーズMTV（TBS） - 司会[1]
- CAR SELECT INN（テレビ埼玉）司会
- スクランブルロック（テレビ東京） - 司会
- BS永遠の音楽大全集 アニメ大全集（2007年5月26日、NHK-BS2）

### ラジオ
- ファルケン・ウィンディーズキッズ（FM横浜・FM802） - DJ
- 伊勢丹サウンドギャラリー（TOKYO FM） - DJ[1]
- TOYOBOメモリーポップス（TBSラジオ） - DJ[1]
- Welcome to MUSIC（FM愛知） - DJ
- イージーライダーズ・サウンドフリーウェイ（FM仙台） - DJ